# Dichocera auranticauda
Dichocera auranticauda är en tvåvingeart som först beskrevs av Arnaud 1963.  Dichocera auranticauda ingår i släktet Dichocera och familjen parasitflugor.
Artens utbredningsområde är Kalifornien. Inga underarter finns listade i Catalogue of Life.